# Freddy, Tiere, Sensationen (Soundtrack)
Freddy, Tiere, Sensationen ist das Soundtrack-Album des Films Freddy, Tiere, Sensationen vom österreichischen Schlagersänger Freddy Quinn, das 1964 im Musiklabel Polydor (Nummer 237 419) erschien. Das Album kam auf Platz 26 der Albumcharts. Die Single Vergangen, vergessen, vorüber/So ein Tag, so wunderschön wie heute war in Deutschland auf Platz vier und errang in Österreich die Nummer eins in den Singlecharts. Die Single Der Himmel der Pferde kam nur in Österreich in die Charts – auf Platz zwei.

## Titelliste
Das Album beinhaltet folgende zwölf Titel:
- Seite 1

1. Wo unser Zelt steht
2. Vergangen, vergessen, vorüber
3. Wo warst du so lange, mein Sohn
4. So ein Tag, so wunderschön wie heute (im Original von Lonny Kellner, 1954[2])
5. Kleine Welt
6. Zirkusluft

- Seite 1

1. Der Zirkus kommt
2. Der Himmel der Pferde
3. Wer weiß
4. Circus-Twist
5. Dich gibt’s nie wieder
6. Manege frei

## Chartplatzierungen

### Album
| Jahr | Titel                      | Höchstplatzierung, Gesamtwochen/‑monate, AuszeichnungChartplatzierungen (Jahr, Titel, Platzierungen, Wochen/Monate, Auszeichnungen, Anmerkungen) | Höchstplatzierung, Gesamtwochen/‑monate, AuszeichnungChartplatzierungen (Jahr, Titel, Platzierungen, Wochen/Monate, Auszeichnungen, Anmerkungen) | Höchstplatzierung, Gesamtwochen/‑monate, AuszeichnungChartplatzierungen (Jahr, Titel, Platzierungen, Wochen/Monate, Auszeichnungen, Anmerkungen) | Anmerkungen                     |
| Jahr | Titel                      | DE | AT | CH | Anmerkungen                     |
| ---- | -------------------------- | --- | --- | --- | ------------------------------- |
| 1964 | Freddy, Tiere, Sensationen | DE26 (2 Mt.)DE | — | — | Charteinstieg: 15. Februar 1965 |

grau schraffiert: keine Chartdaten aus diesem Jahr verfügbar

### Singleauskopplungen
| Jahr | Titel                                                                | Höchstplatzierung, Gesamtwochen/‑monate, AuszeichnungChartplatzierungen (Jahr, Titel, , Platzierungen, Wochen/Monate, Auszeichnungen, Anmerkungen) | Höchstplatzierung, Gesamtwochen/‑monate, AuszeichnungChartplatzierungen (Jahr, Titel, , Platzierungen, Wochen/Monate, Auszeichnungen, Anmerkungen) | Höchstplatzierung, Gesamtwochen/‑monate, AuszeichnungChartplatzierungen (Jahr, Titel, , Platzierungen, Wochen/Monate, Auszeichnungen, Anmerkungen) | Anmerkungen                                                                                 |
| Jahr | Titel                                                                | DE | AT | CH | Anmerkungen                                                                                 |
| ---- | -------------------------------------------------------------------- | --- | --- | --- | ------------------------------------------------------------------------------------------- |
| 1964 | Vergangen, vergessen, vorüber / So ein Tag, so wunderschön wie heute | DE4 (4½ Mt.)DE | AT1 (2 Mt.)AT | — | Charteinstieg (Deutschland): 1. November 1964 Charteinstieg (Österreich): 15. Dezember 1964 |
| 1964 | Der Himmel der Pferde                                                | — | AT2 (1 Mt.)AT | — | Charteinstieg (Österreich): 15. Februar 1965                                                |

grau schraffiert: keine Chartdaten aus diesem Jahr verfügbar